# Rejasa (Madukara)
Rejasa is een bestuurslaag in het regentschap Banjarnegara van de provincie Midden-Java, Indonesië. Rejasa telt 2451 inwoners (volkstelling 2010).